# William Strang (1er baron Strang)
Pour les articles homonymes, voir Strang.
William Strang (2 janvier 1893 - 27 mai 1978) est un diplomate britannique qui est l'un des principaux conseillers du gouvernement britannique des années 1930 aux années 1950 et sous-secrétaire permanent au ministère des Affaires étrangères de 1949 à 1953 .

## Jeunesse et éducation
Il est le fils aîné de James Strang, un fermier, et de sa femme Margaret Steven, fille de William Steven. Il fait ses études à Palmer's School, University College de Londres et à la Sorbonne .

## Carrière militaire et diplomatique
Strang est officier dans le Régiment du Worcestershire en 1915 et sert pendant la Première Guerre mondiale. Il termine la guerre comme capitaine.
En 1919, il entre au service diplomatique et sert à l'ambassade britannique à Belgrade de 1919 à 1922, au ministère des Affaires étrangères de 1922 à 1930 et à l'ambassade à Moscou de 1930 à 1933. Pendant son séjour à Moscou, il joue un rôle important dans le procès des ingénieurs de Metro-Vickers, dans lequel six ingénieurs britanniques sont accusés d'espionnage. Il retourne au Foreign Office en 1933 et occupe le poste de chef de la section de la Société des Nations jusqu'en 1937 et du Département central de 1937 à 1939 .
Au cours des années 1930, il est conseiller du gouvernement lors des grandes réunions internationales et rencontre Mussolini, Hitler et Staline. Il est un opposant tacite à l'apaisement, mais il est toujours resté fidèle au gouvernement. De 1939 à 1943, il est sous-secrétaire d'État adjoint pour l'Europe. À la fin des années 1930, Strang est membre de la communauté anglo-allemande, qui est pro-nazie ,.
Strang est surveillé par un agent infiltré du MI5, Eric Roberts, qui opérait sous le prétexte de travailler pour la Gestapo, avec l'intention d'identifier de potentiels membres de la cinquième colonne. En 1943, il rend compte à l'une des amies du diplomate qui était peut-être son amant . Ignorant ses relations, Strang lui dit "qu'il détestait personnellement les juifs et considérait les bolcheviks et les juifs comme les deux plus grands ennemis de tout ce qui est décent" . Roberts rapporte d'autres commentaires faits six jours plus tard à la même femme: "Strang a allégué que la catastrophe du métro de Bethnal Green avait été causée par un gang juif de pickpockets, dont le chef de file avait rapporté 200 £". La responsabilité ultime de la catastrophe du métro de Bethnal Green en mars 1943 incombait à la négligence des autorités plutôt qu'à des individus.
Strang est présent aux grandes conférences entre les dirigeants alliés pendant la Seconde Guerre mondiale. En 1943, Strang est nommé représentant britannique à la Commission consultative européenne, avec rang d'ambassadeur. La commission est créée par les Alliés pour étudier les éventuels problèmes politiques d'après-guerre en Europe et faire des recommandations, mais elle est dissoute à la conférence de Potsdam. En juin 1945, Strang devient conseiller politique du commandant en chef des forces britanniques en Allemagne, Bernard Montgomery .
Strang retourne à nouveau au ministère des Affaires étrangères en 1947 et est sous-secrétaire d'État permanent pour la section allemande de 1947 à 1949 et sous-secrétaire d'État permanent aux affaires étrangères de 1949 à 1953. Les six années passées par Strang en tant que sous-secrétaire d'État permanent ont vu la reprise progressive de l'Europe grâce au plan Marshall, la création de l'Union de l'Europe occidentale et de l'OTAN et la rupture du blocus de Berlin. Il prend sa retraite du ministère des Affaires étrangères en décembre 1953  raison d'une mauvaise santé, à la suite d'un incident où il s'est évanoui pendant la cérémonie de couronnement de la reine Élisabeth II à l'Abbaye de Westminster.
Alors qu'il sert comme capitaine de l'armée, Strang est nommé membre de l'Ordre de l'Empire britannique (MBE) en 1918, fait compagnon de l'ordre de Saint-Michel et Saint-George (CMG) en 1932, compagnon de l'ordre du Bain (CB) en 1939, KCMG en 1943, GCMG en 1950 et KCB en 1953. En 1954, il est élevé à la pairie comme baron Strang, de Stonesfield dans le comté d'Oxford. Plus tard, il est vice-président de la Chambre et vice-président des comités de la Chambre des lords et coordinateur des pairs Crossbenchers. Il est également président du Royal Institute of International Affairs et du comité collégial de l'University College de Londres. Il publie The Foreign Office (1955), Britain in World Affairs (1961) et Diplomatic Career (1962) ainsi que son autobiographie Home and Abroad (1956).

## Famille
En 1920, il épouse Elsie Wynne Jones, fille de Josias E. Jones. Ils ont une fille et un fils:
- Colin (12 juin 1922 - 19 décembre 2014), qui lui succède à la baronnie.
- Jean (17 avril 1921-21 octobre 1988)

En raison de la défense de l'île de Fehmarn (mer Baltique) (lors des réunions du Comité consultatif européen tenues à Londres) afin qu'elle ne fasse pas partie de la zone d'occupation soviétique, comme le souhaitait Staline, William Strang est très respecté sur l'île, bien qu'il ne l'ait jamais visité de son vivant.
Lord Strang est mort à l'âge de 85 ans .